# M3 Archeopark
Az M3 Archeopark Magyarország első tájtörténeti és régészeti pihenőparkja volt. Az M3-as autópálya polgári leágazásánál, Budapesttől 175 kilométerre, Miskolctól, Debrecentől és Nyíregyházától egyaránt 50–50 kilométerre helyezkedett el, a sztráda, a 35-ös főút és a 3315-ös út által közrefogott, legyező alakú területen.
A skanzenszerű kiállítóhelyen az autópálya építése során előkerült leletek másolatai elevenítették fel a környék kultúráját az őskortól szinte napjainkig.

## Látnivalók

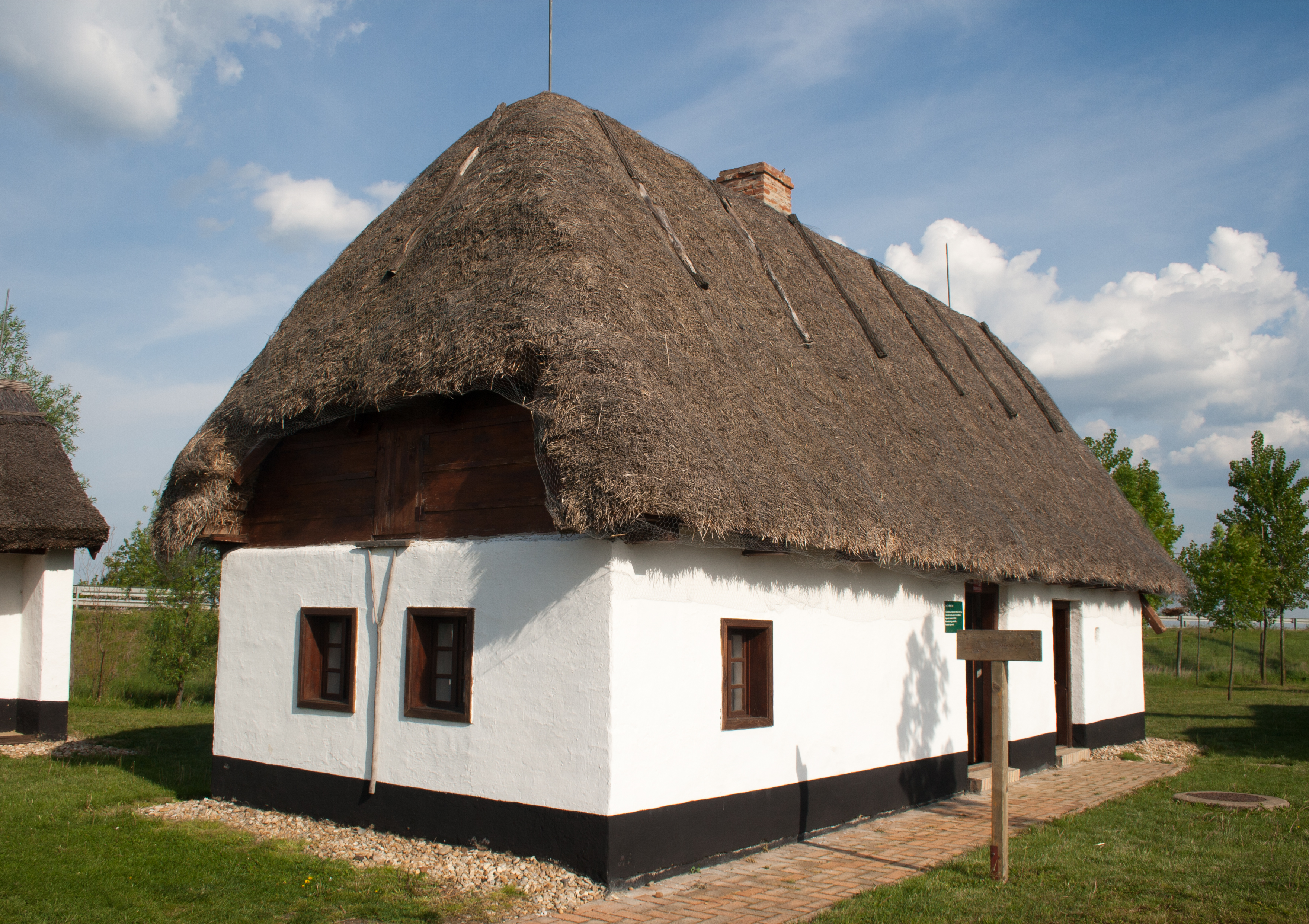
Nagyhódosi ház

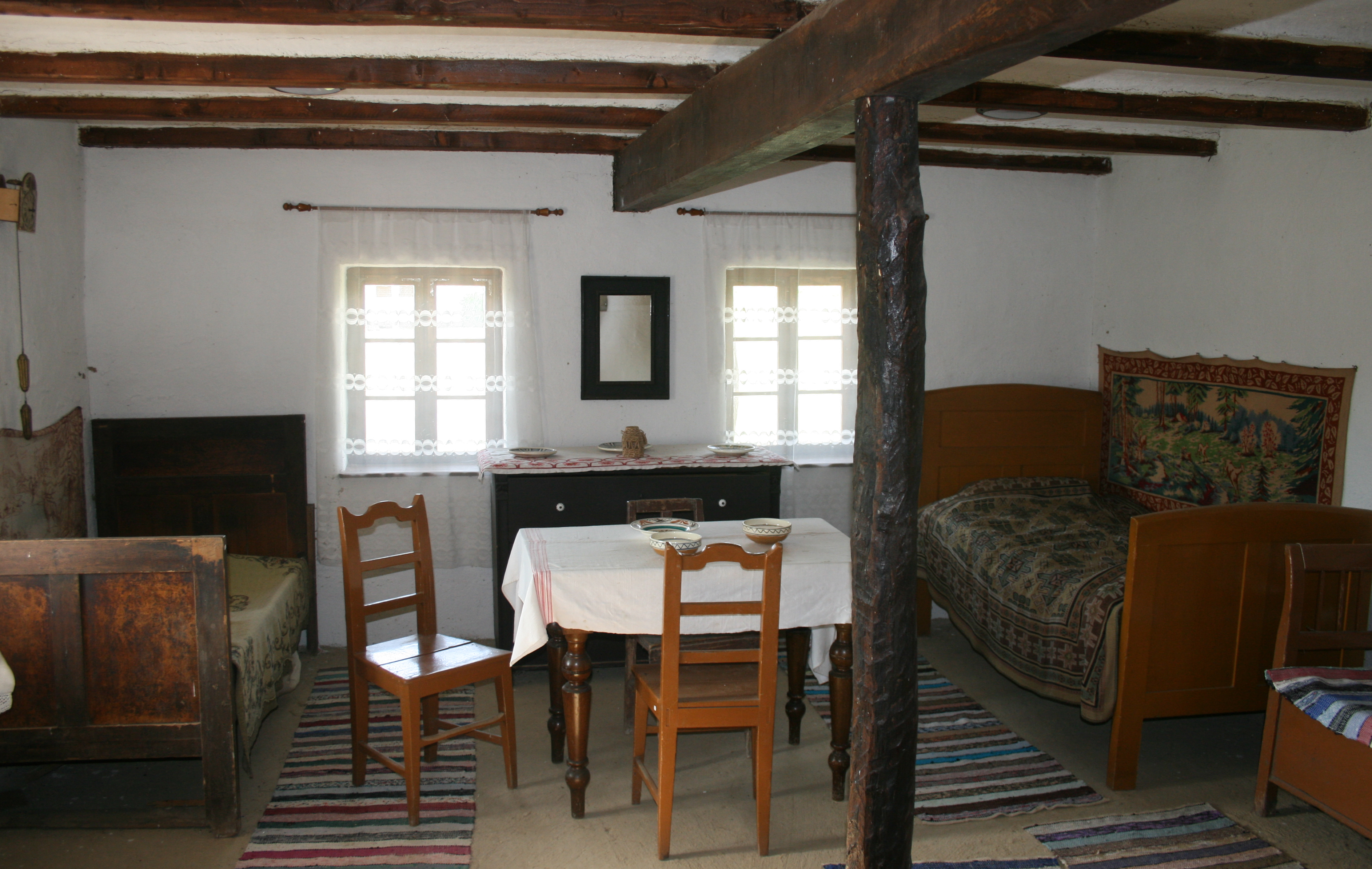
Besztereci ház lakószobája

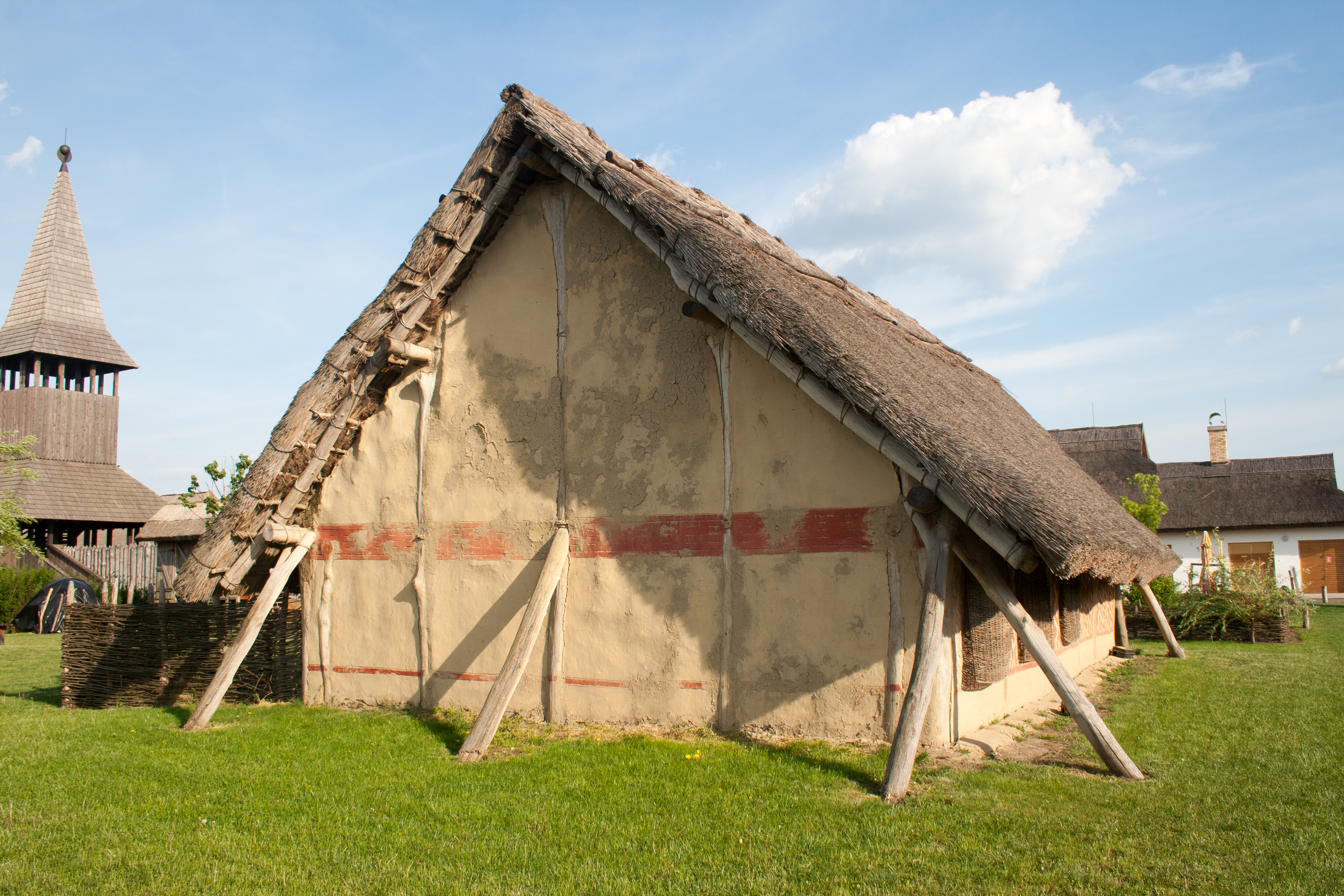
újkőkori ház rekonstrukciója

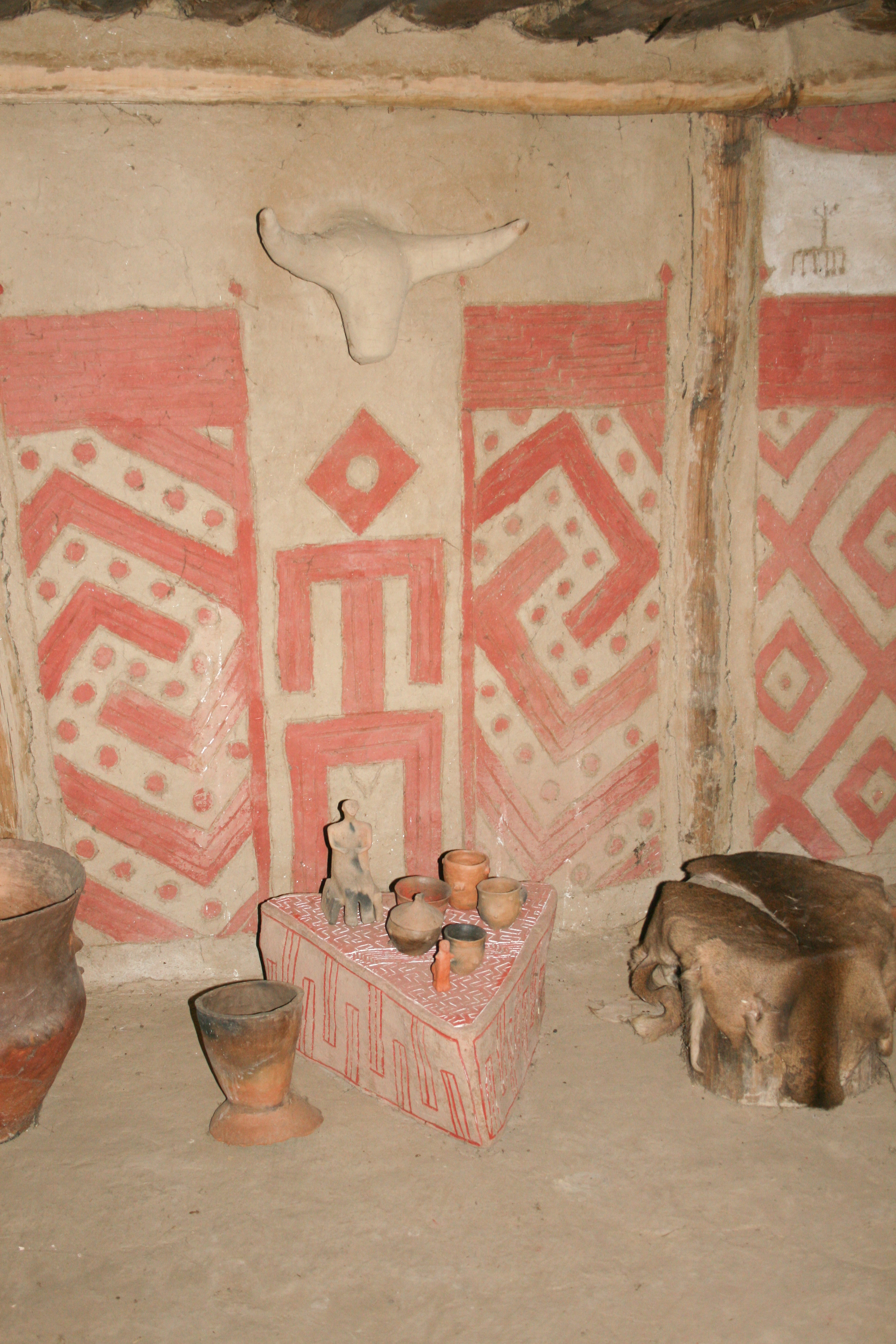
Újkőkori házbelső

Az első állomás a bejárattól balra volt található istálló, amelyben háziállatok éltek. Az istálló mellett favázas kukoricagóré, mögötte gémeskút emelkedett. Szomszédságában pillanthattuk meg a park egyik érdekességét: a nádfedeles, sárral tapasztott, sövényfalas újkőkori lakóház a 6500–7000 évvel ezelőtti kort idézte fel.
A háztól távolabb egy római típusú őrtorony emelkedett, mögötte 150–160 centiméteres cölöpsorral. Ez a népvándorlás korában, 339 táján a szarmaták által épített, Csörsz árkának nevezett védelmi vonal rekonstrukciója volt. Innen két szabadtéri kemence és az étterem mellett vitt az út egy kunhalomnak nevezett földházig. Ide a park bejáratától egyenesen is eljuthattunk: az út két oldalán álló faoszlopok tetején a Kárpát-medencében előkerült jelentős régészeti leletek, illetve jelképes szerepre szert tett tárgyak gipszmásolatait helyezték el.
Az Archeoparkban álló halom mélye kiállítóhelyet rejtett: a térségben talált régészeti leleteket mutatták itt be diorámákon. A „kunhalom” mögött látványtó és szabadtéri színpad állt; ennek nézőteréről az egész park belátható volt. A színpad mellé játszóteret és sportpályát építettek.
A bejárattól a kunhalomhoz vezető út jobb oldalán álló pavilonokban panoptikumszerű élőképeket rendeztek be.

## Története
Az M3 Archeopark 2007. május 1-jén nyitotta meg kapuit. A közel 5 hektáros területen ízelítőt kaphattunk a tájegység történetéből, tárgyaiból, népi kultúrájából. A sírhalom típusú kunhalom, Csörsz árka és a római őrtorony rekonstrukciója mellett az Európában is egyedülálló újkőkor házat, néprajzi házakat, jurtákat és az autópálya építése közben feltárt régészeti leletek másolatait tekinthették meg az érdeklődők.
A múltat idéző környezetben minden korosztály kikapcsolódhatott, emellett baráti társaságok, családok, vállalatok rendezvényeit is vonzotta. A park 2011 után anyagi okok miatt bezárt, az állam eladásra kínálta fel.

## Szolgáltatások
A tájtörténeti és régészeti kiállítás megtekintése mellett a parkban az alábbi szolgáltatásokkal várták a vendégeket:
- Főzés, bográcsolás, grillezés baráti társaságok, vállalatok, szervezetek számára
- Sport és szabadidős programok: foci, kosárlabda, asztalitenisz, tollaslabda, röplabda
- Lovaglás és horgászat
- Állatsimogatás
- Gyermekjátékok - játszótér
- Kemencében és lávakövön készült tájjellegű ételek
- Igény esetén csoportoknak kézműves foglalkozások, idegenvezetés
- Előzetesen egyeztetett konferenciák, képzések, szakmai találkozók, családi és vállalati rendezvények, osztálykirándulások[3]